# 1228
Rok 1228 (MCCXXVIII) byl přestupný rok, který podle juliánského kalendáře započal sobotou. 
Podle židovského kalendáře došlo k přelomu let 4988 a 4989. Podle islámského kalendáře započal dne 7. prosince rok 626. 

## Události

### Evropa
- 25. dubna – Šestnáctiletá Jolanda Jeruzalémská, císařovna Svaté říše římské a manželka Fridricha II., umírá při porodu svého druhého dítěte Kondráda IV. v Andrii.
- 16. července – Svatý František z Assisi je kanonizován papežem Řehořem IX.
- Císař Robert I. Konstantinopolský umírá po sedmi letech vlády na jihu Řecka. Na trůn po něm nastupuje jeho jedenáctiletý bratr Balduin II. jako vládce Latinského císařství. Jeho regentem se stává kvůli jeho nízkému věku Jan z Brienne.
- Král Jan I. Aragonský zahájil ofenzivu proti Almohadům na Mallorce. Ve stejný okamžik odsuzuje emír Ibn Hud al-Yamadi nadvládu Almohadů ve městě Murcia. Jako pravé vládce tohoto území uznává Abbásovský chalífát a vyhlašuje nezávislost. Mezi další křesťanské úspěchy patří dobytí Méridy leónského krále Alfonse IX.
- Vzniká první písemná zmínka o transylvánském městě Reghin na listě uherského krále Ondřeje II.

### Asie
- Bitva u Bolnisi: Khwarazmské jednotky vedené sultánem Džalalem al-Din Mangburnim porážejí Gruzíny, Kypčaky, Alany, Nakhy a Laky (celkem okolo 40 tisíc mužů).
- Ásámský král Sukaphaa zakládá Ahomskou dynastii

#### Probíhající události
- 1228–1232: Drentská křížová výprava
- 1223–1242: Mongolský vpád do Evropy

## Narození

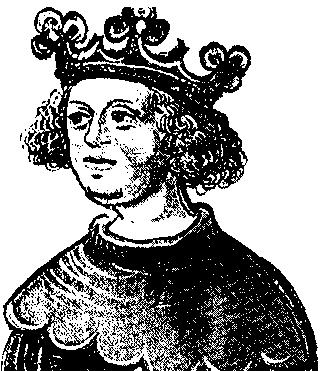
Konrád IV. Štaufský (* 25. dubna)

- 25. dubna – Konrád IV. Štaufský, císař Svaté říše římské († 21. května 1254)
- 19. července – Vilém II. Holandský, hrabě Holandska a Zeelandu, německý vzdorokrál († 28. ledna 1256)
- neznámé datum
  - Alfons Aragonský, aragonský infant († 26. března 1260)
  - Trần Hưng Đạo, vietnamský vojevůdce († 1300)

## Úmrtí

### Česko
- 07. června – Anežka Přemyslovna, princezna, řeholnice a abatyše (* před 1150)
- neznámé datum
  - Jarloch, český kronikář a opat, jeden z tzv. pokračovatelů Kosmových (* 1165)Anežka Přemyslovna († 7. června) 

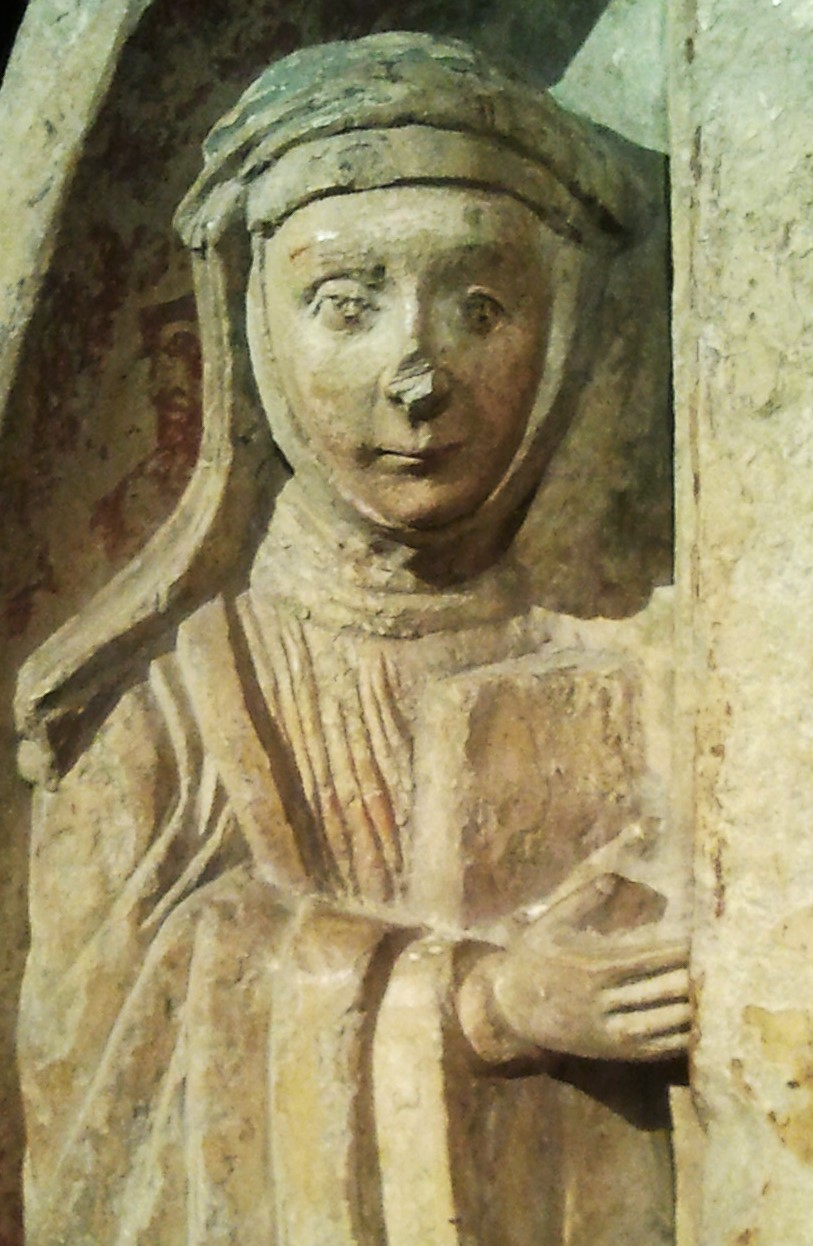
Anežka Přemyslovna († 7. června)

  - Kojata IV. Hrabišic, šlechtic (* ?)

#### Svět
- 25. dubna – Jolanda Jeruzalémská, královna jeruzalémská, a jako manželka Fridricha II. Štaufského sicilská královna a císařovna Svaté říše římské (* 1212)
- 18. června – Matylda Bourbonská, francouzská šlechtična a vládnoucí paní z Bourbonu (* 1165)
- 09. července – Štěpán Langton, profesor na univerzitě v Paříži, arcibiskup v Canterbury (* 1150/1160)
- 24. září – Štěpán I. Prvověnčaný, první srbský král (* asi 1170)
- neznámé datum
  - září – Marie z Courtenay, nikájská císařovna (* 1204)
  - Beatrix z Albonu, burgundská hraběnka (* 1161)
  - Robert I. Konstantinopolský, pátý latinský císař v Konstantinopoli (* 1201)

## Hlavy států
- České království – Přemysl Otakar I.
- Svatá říše římská – Fridrich II.
- Papež – Řehoř IX.
- Anglické království – Jindřich III. Plantagenet
- Francouzské království – Ludvík IX.
- Polské knížectví – Vladislav III. – Jindřich I. Bradatý
- Uherské království – Ondřej II.
- Latinské císařství – Robert I. – Balduin II.
- Nikájské císařství – Jan III. Dukas Vatatzés